# Julio César Méndez Montenegro

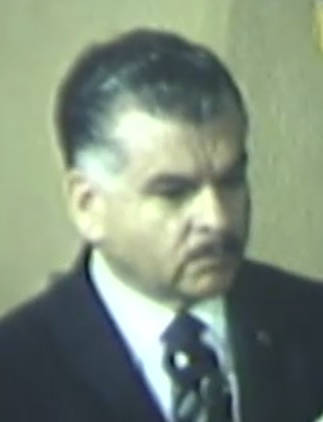
Julio César Méndez Montenegro

Julio César Méndez Montenegro (Guatemala-Stad, 23 november 1915 - aldaar, 30 april 1996) was een Guatemalteeks politicus en jurist. Van 1966 tot 1970 was hij president van Guatemala.
Méndez Montenegro studeerde recht aan de San Carlos-universiteit en steunde de revolutionaire beweging die in 1944 een einde maakte aan de dictatuur van Jorge Ubico en werd vervolgens Onderminister van Administratie en later Buitenlandse Zaken onder president Juan José Arévalo. In de jaren 50 was hij decaan en hoogleraar aan de faculteit der rechtsgeleerdheid van de San Carlos-universiteit.
Méndez Montenegro won in 1966 de eerste vrije presidentsverkiezingen sinds de omverwerping van Jacobo Arbenz in 1953. Omdat hij geen absolute meerderheid haalde, kwam de uiteindelijke beslissing bij het congres te liggen die hem verkoos boven de door het leger gesteunde extreemrechtse kandidaten Juan de Dios Aguilar de León en Miguel Ángel Ponciano. Méndez Montenegro werd gekozen als kandidaat van de Revolutionaire Partij (PR) op een gematigd links programma. Hij had echter in het geheim een pact gesloten met het leger: het leger zou Méndez Montenegro toestaan president te worden en in ruil daarvoor mocht het leger ongehinderd zijn gang gaan in de strijd tegen de verschillende guerrillabewegingen van het land. Hoewel hij enige sociale hervormingen doorvoerde was hij in de praktijk grotendeels een marionet van het leger. Onder zijn termijn kwamen zo'n 10.000 mensen om het leven als gevolg van de succesvolle maar gewelddadige antiguerrillacampagnes van het leger. De sadistische moord op  de activiste en voormalige Miss Guatemala, Rogelia Cruz Martínez, was slechts een van de meer schokkende gevallen.
Méndez Montenegro werd in 1970 opgevolgd door de militair Carlos Arana Osorio en diende na zijn presidentschap onder andere als ambassadeur in Mexico. Hij overleed in 1996.